# گویش لاری
گویش لاری یکی از گویش‌های زبان لارستانی است که در شهر لار در جنوب استان فارس ایران متداول است. زبان لارستانی زبان مردم لارستانی در منطقه لارستان ایران و کشور‌های شورای همکاری خلیج فارس است.